# Type-59
Type-59 är en kinesisk stridsvagn som är en modifierad kopia av den sovjetiska stridsvagnen T-54. De flesta delar på stridsvagnen är identiska som på T-54-vagnarna. Men kanonen och andra delar är uppgraderade. Vissa har till och med teknisk utrustning från västvärlden.
I början av 1950-talet köpte Folkets befrielsearmé en stor mängd T-54:or och T-55:or av Sovjetunionen. Sovjet ville hjälpa Kina med dess militära kapacitet och började bygga ett stort fabrikskomplex i Inre Mongoliet 1956. Fabriken fick kodnamnet Fabrik 617. Strax därefter började man producera T-54A med vissa ändringar som ingen sökningsstrålkastare, ny kanon m.m. De producera kopiorna blev officiellt kallade 1959 för Type-59 och. Cirka 10 000 olika varianter av Type-59 byggdes efter att massproduktionen började 1963. Produktionen slutade i början av 1980-talet.
Man kunde också se dem på de berömda bilderna från Massakern på Himmelska fridens torg 1989 när Den okände rebellen stod framför en stridsvagnskolonn på en gata i Peking.
Trots att det är nu idag en gammal stridsvagnsmodell så hade Kina fortfarande cirka 5 000 Type-59 i tjänst år 2002. Omkring 2006 meddelade kinesisk media att vissa Type-59:or skulle flyttas till artillerienheter. Type-59 har använts i många konflikter i Asien, Afrika och Mellanöstern. Andra länder som har stora kvantiteter av denna stridsvagn är Vietnam, Kambodja, Nordkorea och Pakistan.

## Varianter
- Type-59 : originalkopian av T-54A, men utan den infraröda sökningsstrålkastaren. Bestyckad med en 100 mm kanon. började tillverkas 1957.
- Type-59 I: förbättrad variant med en Type-69 II 100 mm räfflad kanon, laseravståndsmätare, hydrauliska servon, enkelt eldledningssystem och automatisk brandsläckare.  Type-59 I har producerats genom åren med olika tjocklekar på pansaret och olika eldledningssystem.
- Type-59 II med produktionsnamnet WZ-120B: Bestyckad med en österrikisk kopia av 105 mm L7 kanonen (Type-81) vilken känns igen på att krutgasejektorn är placerad mitt på eldröret istället för vid mynningen.  Den har också ny radio och eldsläckningssystem. Producerad mellan 1982 och 1985.
- Type-59 II A :En förbättrad version av Type-59 II bland annat försedd med kompositpansar. Kallades av USA för M-1984. Varianter av denna inkluderar befälsvagnar och minröjarvagnar.
- Type-59 GAI : en experiment versioner som B59G och BW120K som är bestyckad med en lokalt tillverkad 120 mm slätborrad kanon och med andra förbättringar från västvärlden.
- Type-59 D: också känd som WZ-120C. Uppgraderad version baserad på 1990-talet. Istället för att skrota de gamla vagnarna bestämde sig Folkets befrielsearmé för att istället uppgradera dem. Type-59D är försedd med reaktivt pansar, ny kanon,  utrustning för mörkerseende och ett nytt eldledningssystem. 12150L diesel motorn ersattes av en 580 hk 12150L7 motor.
- Type-59 D1: uppgraderad version av Type-59 D.
- Type-62: lätt version av Type-59
- Type-72Z/Safir 74 : är den modell som tillverkas i Iran. Kalibern på kanonen är 105 mm.